# Accidente del helicóptero Helimer 207
El accidente del helicóptero Helimer 207 tuvo lugar a las 20:16 horas (UTC+1) del 21 de enero de 2010. La nave, un AgustaWestland AW139SAR, matriculado EC-KYR y con indicativo de llamada Helimer 207, despegó del aeropuerto de Almería a las 18:10 horas para realizar un entrenamiento que constaba de tres ejercicios de  búsqueda y rescate, con una duración total prevista de dos horas y media.
El siniestro se produjo una vez terminados los tres ejercicios, en el trayecto de regreso a la base. El aparato impactó súbitamente contra la superficie del mar Mediterráneo, a 4,5 millas al sur del aeropuerto de Almería, sin que la tripulación hubiese reportado ninguna anomalía al control de tráfico aéreo.
El helicóptero era propiedad de la Sociedad de Salvamento y Seguridad Marítima (SASEMAR), siendo operado por la empresa aeronáutica INAER. En el accidente fallecieron tres de los tripulantes (el piloto, José López Alcalá; el copiloto, Kevin Holmes; y el  rescatador, Íñigo Vallejo García), logrando sobrevivir el operador de grúa, Alberto Elvira Vallejo. Este accidente de aviación se convirtió en el más grave, y el primero con víctimas mortales, desde la creación de SASEMAR en el año 1992.
Después del accidente, la Comisión de Investigación de Accidentes e Incidentes de Aviación Civil (CIAIAC) comenzó una investigación exhaustiva sobre el mismo, publicando un informe provisional el 24 de noviembre de 2010. En este primer informe no se lograron determinar las causas del accidente.

## La aeronave
La aeronave accidentada era un AgustaWestland AW139 de la variante SAR (Search And Rescue; en idioma español: Búsqueda y Rescate). El Gobierno de España había seleccionado esta versión en el año 2006, para modernizar la flota de helicópteros de la Sociedad de Salvamento y Seguridad Marítima (SASEMAR) y sustituir paulatinamente los Sikorsky S-61N en servicio. Era el quinto país en adquirir este modelo, tras los Emiratos Árabes Unidos, Omán, Irlanda y Estonia.
Esta unidad fue fabricada por el constructor aeronáutico italo-británico AgustaWestland en su planta situada en la localidad de Samarate (Varese, Italia). Salió de la línea de montaje de la factoría en marzo de 2009, con número de fabricante 31228, recibiendo una matrícula inicial para pruebas I-RAIR.
En junio de 2009 se transfirió a SASEMAR, identificándose en el registro de la Dirección General de Aviación Civil con la matrícula EC-KYR. Desde su entrada en funcionamiento hasta el momento del accidente, tanto el fuselaje como los dos motores Pratt & Whitney PT6C-67C llevaban acumuladas un total de 384:35 horas de vuelo. Asimismo, este helicóptero había participado en 40 emergencias, con 457 personas involucradas, de las cuales rescató directamente a siete.
En el momento del accidente, la aeronave era operada por la empresa aeronáutica INAER, que, a su vez, operaba el 100 % de las operaciones de helicópteros en propiedad y fletados de la Sociedad de Salvamento y Seguridad Marítima.

## Acontecimientos

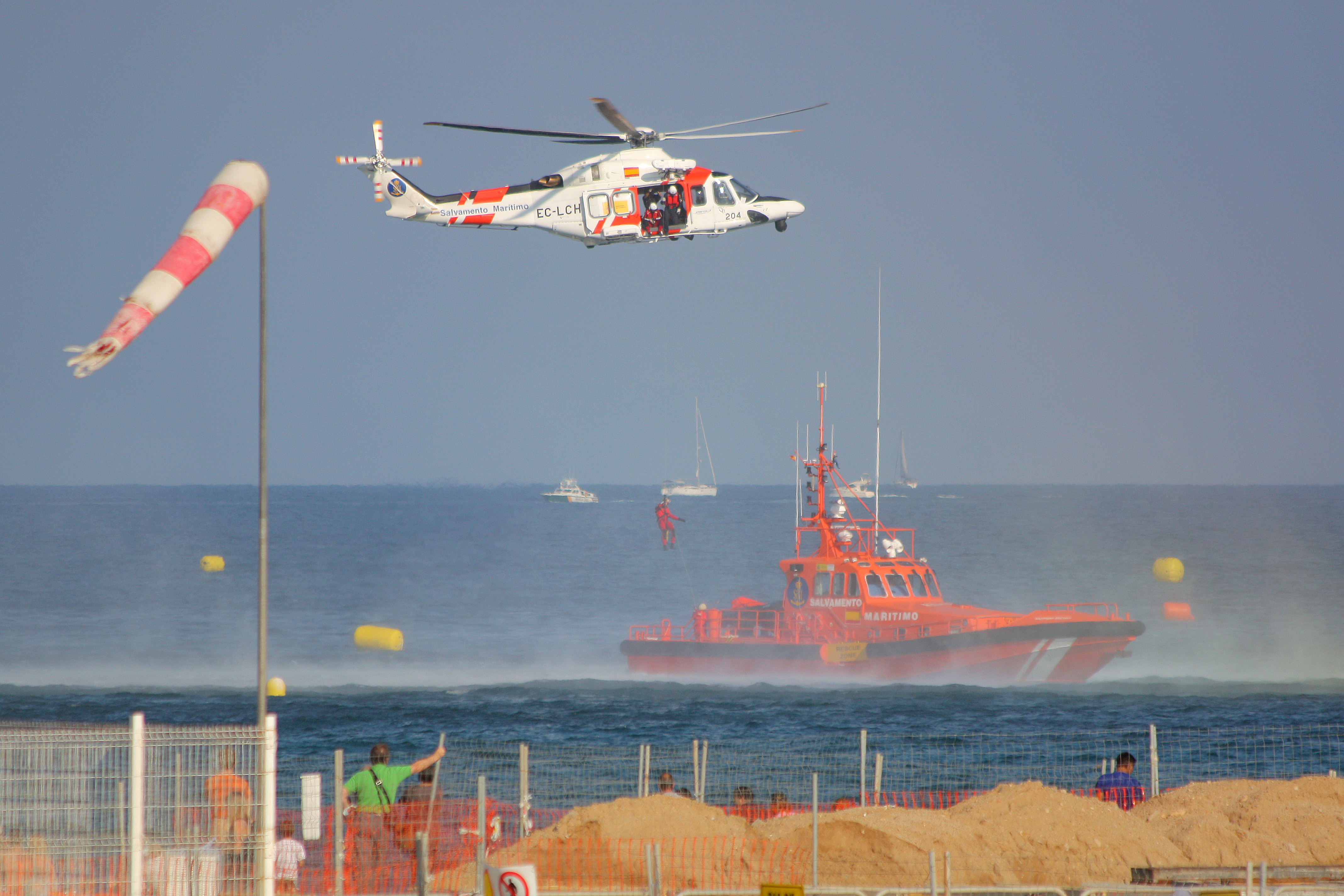
El Helimer 204 y la embarcación «Salvamar Mintaka» simulando un ejercicio de izado de supervivientes.

### Vuelo
El vuelo del Helimer 207 se inició en la tarde del día 21 de enero de 2010. La tripulación del helicóptero tenía encomendada una misión de entrenamiento de búsqueda y rescate. A las 18:06 horas (UTC+1), el copiloto de la aeronave comunicó con el control de tráfico aéreo para solicitar permiso para el despegue y notificar la misión que realizarían al sur del aeropuerto de Almería.
A las 18:10 horas, el helicóptero despegó del aeropuerto de Almería con rumbo fijado hacia el cabo de Gata, a 26 millas de la base, para empezar con el entrenamiento previsto. Dicho entrenamiento constaba de tres partes:
La primera parte del entrenamiento estaba dedicada exclusivamente al vuelo, practicando una aproximación a un buque y realizando un vuelo estacionario sobre una embarcación a elegir. Se realizó con éxito tras una primera tentativa fallida, a las 18:53 minutos, estando a 30 millas de la base, en las inmediaciones del cabo de Gata.
Tres minutos más tarde, se dirigieron hacia el norte, con rumbo 331º, a 9 millas de la base, en la zona donde se encontraba la Salvamar Denébola, con quienes realizarían el segundo y tercer ejercicio.
El segundo ejercicio consistía en una práctica de izado de supervivientes desde la cubierta de una embarcación, en colaboración con la embarcación Salvamar Denébola. El rescatador tendría que bajar sujeto al cable de la grúa del helicóptero hasta la embarcación con un maniquí, para posteriormente volver a subir al helicóptero. Dio comienzo a las 19:28 horas con la aproximación a la embarcación, finalizando a las 19:42.
La tercera y última parte del entrenamiento consistía en una misión de búsqueda e izado de supervivientes desde el agua, en la que la embarcación Salvamar Denébola actuaba como barco de apoyo. Este ejercicio empezó a las 19:54 horas, dándose por finalizado cuando el rescatador estaba de nuevo en el helicóptero, a las 20:13.
En ese momento, la tripulación del helicóptero se despidió de la Salvamar, emprendiendo el vuelo con rumbo 082º de vuelta al aeropuerto de Almería a una velocidad de 110 nudos. Poco más tarde, a las 20:16, el helicóptero impactó contra la superficie del agua.

### Operación de búsqueda y rescate

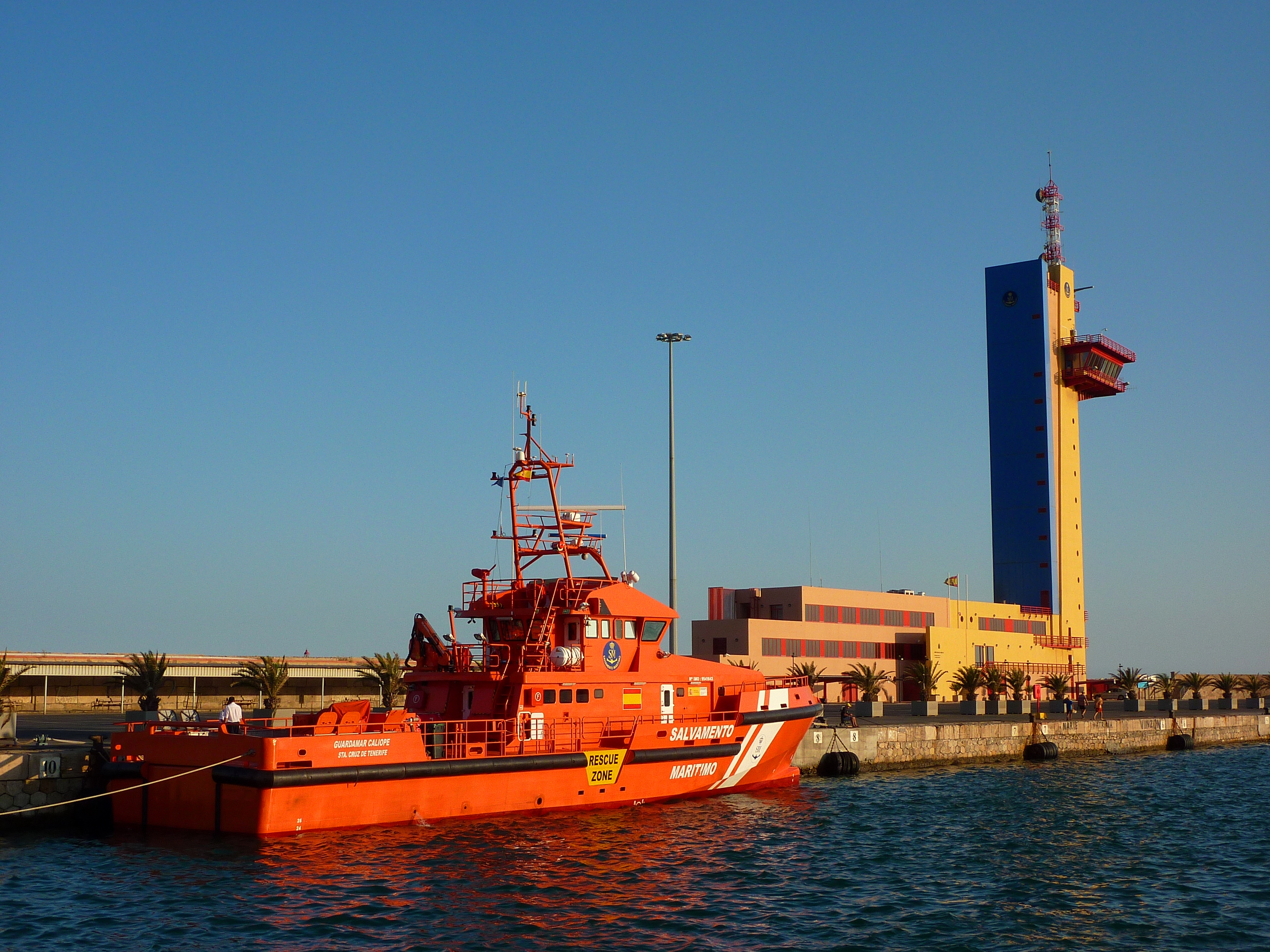
La «Guardamar Calíope (G-40)» frente al Centro de Coordinación de Salvamento de Almería.

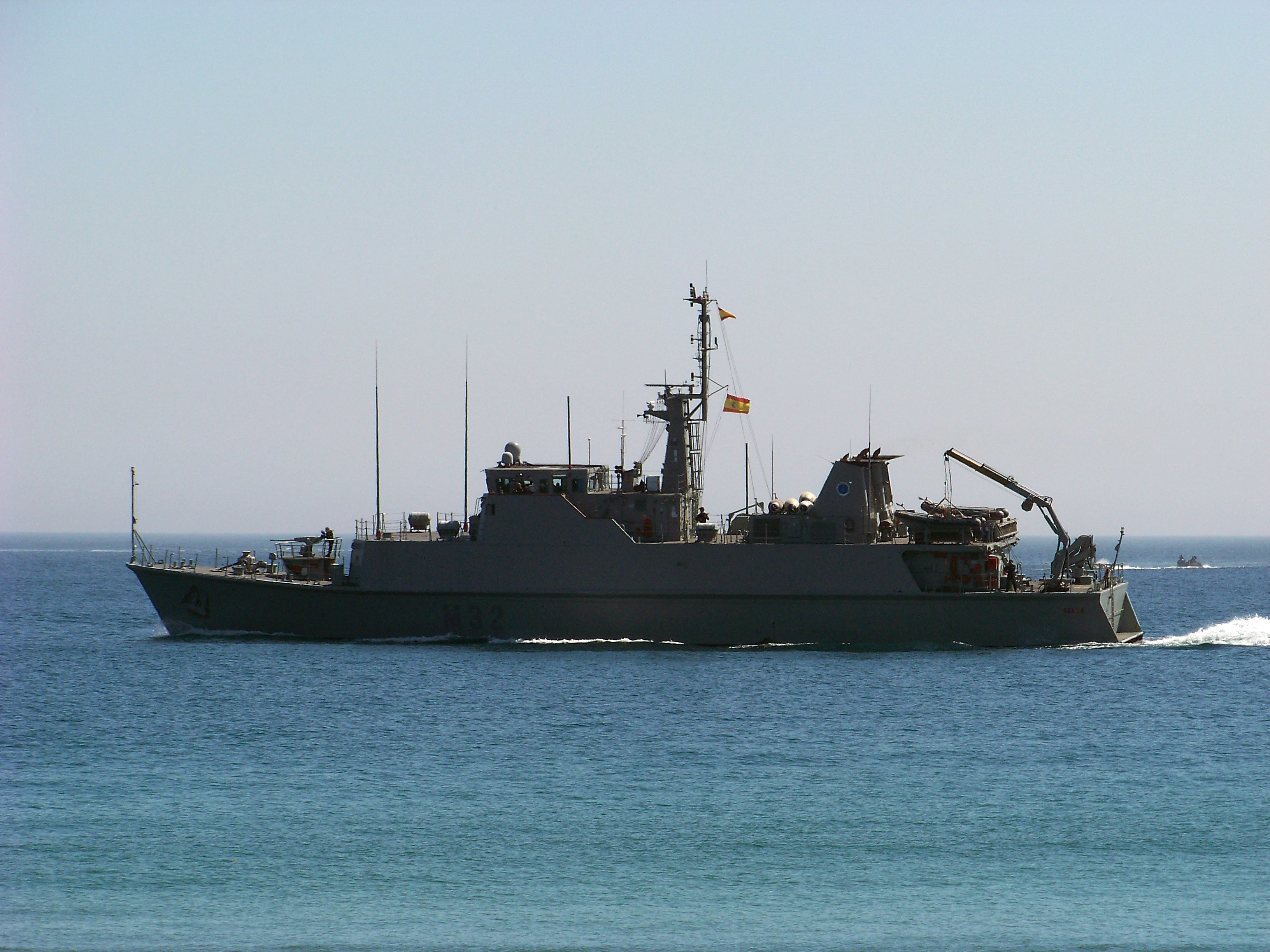
El dragaminas «Sella (M-32)», de la Armada Española, colaboró en la búsqueda de los restos del AW139 en el fondo marino.

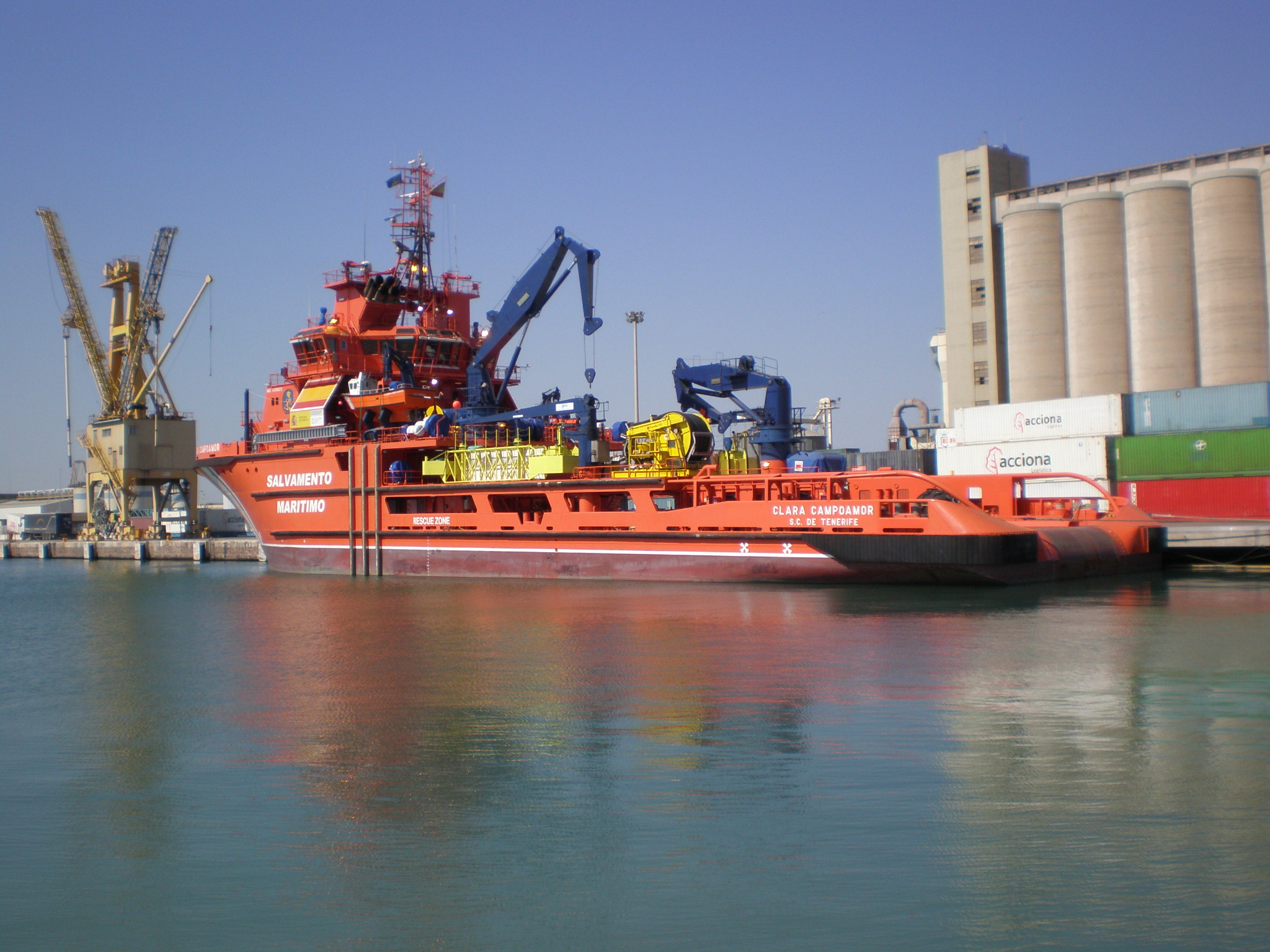
El remolcador polivalente «Clara Campoamor (BS-32)» fue empleado en las labores de localización, rescate de los tripulantes fallecidos e izado del fuselaje.

Minutos después del accidente, el aeropuerto de Almería dio la voz de alarma, ya que después de que la tripulación confirmase la aproximación al aeropuerto perdió la señal de la aeronave en el radar. A las 20:30 horas (UTC+1) el control de tráfico aéreo se puso en contacto con el 112, después de que varios trabajadores del aeropuerto observaran el lanzamiento de bengalas de emergencia. Posteriormente, el Centro de Coordinación de Salvamento de Almería inició un operativo de búsqueda, tanto por aire como por mar.
La primera unidad en desplazarse a la zona del accidente fue la patrullera Río Jiloca, del Servicio Marítimo de la Guardia Civil, rescatando a las 21:04 horas al operador de grúa del helicóptero. No se logró encontrar a los otros tres tripulantes, declarándolos en aquel momento como desaparecidos. Esta patrullera fue también la primera en confirmar el hundimiento del Helimer 207, al encontrar algunos restos del aparato flotando, a 5 millas al sur del aeropuerto de Almería.
El operador de grúa fue trasladado con pronóstico grave al Complejo Hospitalario Torrecárdenas en Almería. Mientras tanto, las unidades de rescate allí desplazadas se ocuparon de tratar localizar al resto de la tripulación en superficie. No obstante, debido a que en la zona del accidente tan solo se encontraron objetos flotando, paralelamente se empezó a planificar la búsqueda submarina. Esta se realizó con la ayuda del sónar, de robots submarinos a control remoto (ROV) y de buzos especializados en inmersiones a gran profundidad.
En la embarcación Guardamar Calíope (G-40) se embarcó un sónar de barrido lateral. A esa misma embarcación posteriormente se le unió un equipo de la empresa AgustaWestland, fabricante del Helimer 207, quienes ayudaron a detectar la señal de la radiobaliza de los registradores de datos o cajas negras. A las labores de rastreo también se incorporaron el dragaminas de la Armada Española Sella (M-32) y el buque remolcador polivalente de Salvamento Marítimo Clara Campoamor (BS-32). Después de una serie de rastreos, el dragaminas de la Armada consiguió localizar los restos del aparato, volcado en el lecho marino, a noventa metros de profundidad.
Tras balizar el pecio, los robots submarinos a control remoto (ROV) de Salvamento Marítimo comenzaron a recabar imágenes del helicóptero, descubriéndose que los cuerpos de los tres tripulantes desaparecidos estaban atrapados dentro del fuselaje. Debido a la profundidad en la que se encontraban, la tarea de recuperación de los cuerpos fue un trabajo complejo, que los buzos llevaron a cabo con el apoyo de los ROV. El primer cuerpo en ser rescatado fue el del piloto de la aeronave, José Luis López Alcalá. Posteriormente fue subido a superficie el del copiloto, Kevin Holmes. Tras una interrupción debido al estado del tiempo, se logró el izado del tercer cuerpo, perteneciente al del rescatador, Íñigo Vallejo García.
Durante los días posteriores las tareas se centraron en la recuperación de los restos del helicóptero a fin de que la Comisión de Investigación de Accidentes e Incidentes de Aviación Civil (CIAIAC) pudiera investigar los pormenores del accidente. La operación consistió en dos etapas. Durante la primera fase el buque Clara Campoamor (BS-32) llevó el fuselaje del aparato hasta una profundidad de 23 metros. Una vez allí los buzos pudieron preparar el helicóptero para su izado definitivo. El fuselaje del helicóptero se retiró del fondo marino el día 1 de febrero, en cuyo proceso también se recuperaron las cajas negras del aparato, así como los paneles de control. Durante los días siguientes las operaciones continuaron a fin de recuperar objetos y otros restos que anteriormente habían sido localizados, y que ayudarían a la CIAIAC en la investigación.

### Investigación del accidente

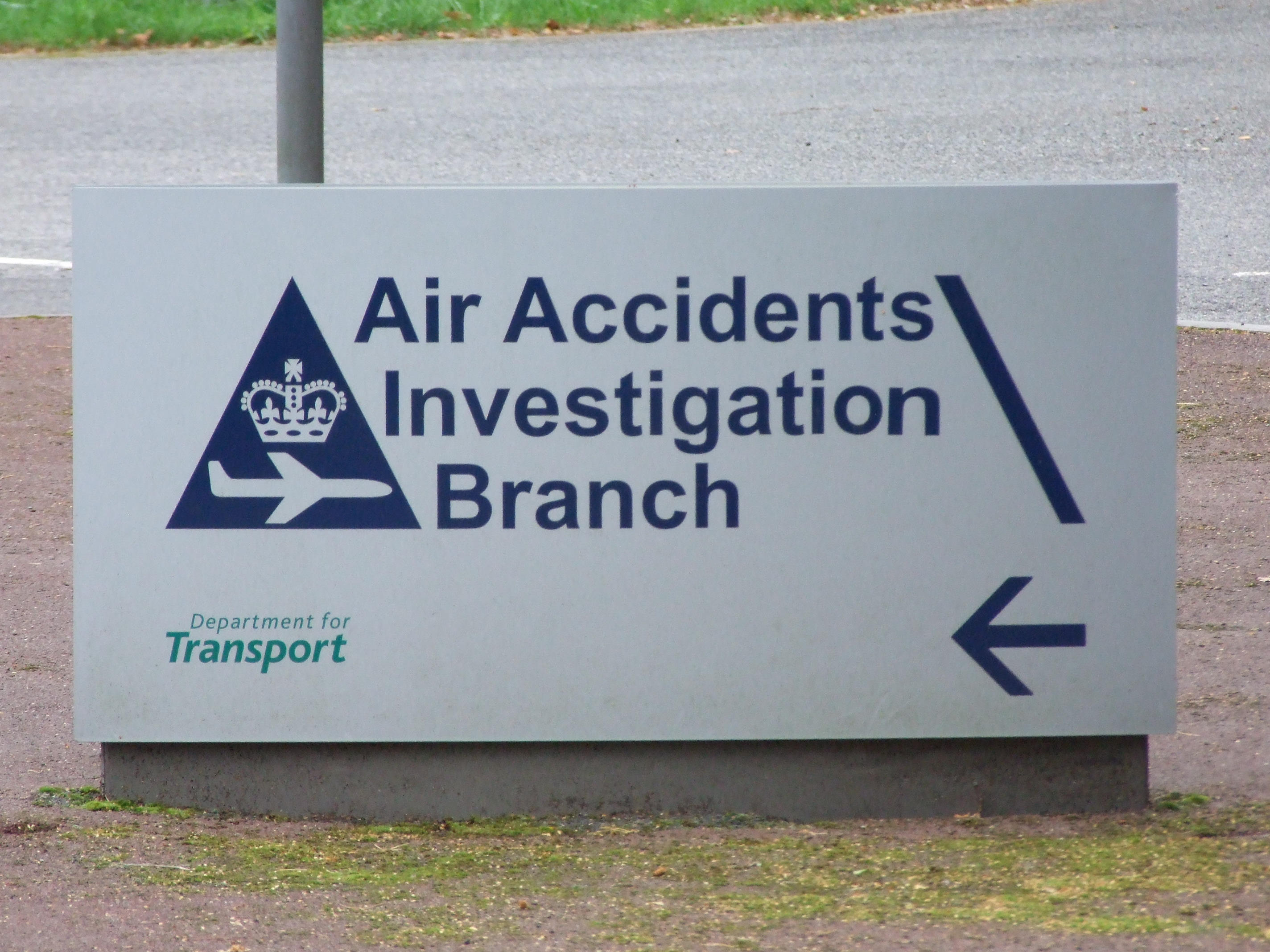
Las cajas negras se enviaron a las dependencias del Air Accidents Investigation Branch.

Después del accidente, la Comisión de Investigación de Accidentes e Incidentes de Aviación Civil (CIAIAC) comenzó una investigación exhaustiva sobre el mismo, en colaboración con otros organismos de seguridad aérea y del fabricante del aparato. Después de que el buque Clara Campoamor (BS-32) subiese a la superficie los restos del aparato, el día 1 de febrero, se dio inicio al análisis de los mismos.
El día 2 de febrero de 2010 se trasladaron las cajas negras a las dependencias de Air Accident Investigation Branch (AAIB), ubicadas en el Aeropuerto de Farnborough, en el Reino Unido. Una vez que se logró secar totalmente este dispositivo, el 5 de febrero comenzó la descarga de los datos sobre el vuelo y las conversaciones de cabina. Por otra parte, el día 23 de marzo se inició el proceso de análisis del fuselaje, el cual fue trasladado al aeródromo de Ocaña (Toledo). Este análisis se realizó en colaboración con el fabricante del aparato, AgustaWestland.
Informe provisional de la CIAIAC
La CIAIAC publicó un informe provisional el 24 de noviembre de 2010. El primer análisis confirmó que el helicóptero impactó frontalmente contra la superficie del mar a gran velocidad, en una actitud de vuelo nivelada.

«En líneas generales se confirmó un fuerte impacto frontal a alta velocidad en una actitud nivelada del helicóptero. Las puertas habían sido expulsadas hacia fuera indicando una gran presión del agua entrando al helicóptero de adelante hacia atrás, y de dentro hacia fuera. Los daños en el rotor principal eran coherentes con una parada repentina del rotor generando potencia. El fuselaje posterior y el cono de cola mostraban deformaciones hacia arriba y hacia la derecha producidas por cargas de inercia altas a consecuencia del impacto y el rotor de cola
Informe provisional de la CIAIAC.

No obstante, en este primer informe no se lograron determinar las causas del accidente.
Informe técnico o final de la CIAIAC
El 18 de septiembre de 2012 se aprobó el informe técnico A-002/2010 reflejando el punto de vista de la CIAIAC en relación con las circunstancias en las que se produjo el accidente. Según este informe, el accidente del helicóptero EC-KYR responde a las características de un vuelo controlado contra el agua, como consecuencia de una ilusión visual en el comandante y una interpretación errónea de los instrumentos por parte de éste, así como de una falta de monitorización de los parámetros de vuelo por parte del copiloto.
Aunque se descartó el fallo mecánico, el informe es en general crítico con la empresa operadora (Inaer, actualmente Babcock MCS España), señalando carencias en materia de formación y entrenamiento de las tripulaciones, inexistencia de checklists adaptadas al modelo del helicóptero y la operación SAR, y la fatiga de la tripulación como factores contribuyentes.
Informes SAR y SITREP
Paralelamente a la investigación de la CIAIAC, también se elaboraron los informes SAR (Search and Rescue; en español: Búsqueda y Rescate) y SITREP (Situation Report; en español: Informe de Situación) relacionados con la actuación del dispositivo de búsqueda y rescate desplegado tras el accidente de aviación. A pesar de que desde el Grupo de Expertos No Gubernamentales del Sistema Mundial de Socorro (GENGSMS) se demandase la publicación de los mismos, y de que el senador Arsenio Fernández de Mesa preguntase en la cámara alta por la disponibilidad de ellos, estos informes no llegaron a hacerse públicos.

Contestación a don Arsenio Fernández de Mesa Díaz del Río (GP) sobre disposición de los informes de investigación SAR y SITREP, independientes de la investigación de las causas de la caída a la mar del helicóptero de Sasemar "Helimer 207" para poder aplicar las oportunas medidas correctoras que salvaguarden la vida de las tripulaciones de los medios aéreos:
La Sociedad de Salvamento y Seguridad Marítima dispone del expediente sobre la emergencia del "Helimer 207", originado por la coordinación de la búsqueda y rescate posterior al accidente. El informe SITREP es un resumen que se extrae de los datos contenidos en el citado expediente y que se utiliza como notificación estandarizada de los resultados obtenidos en varias etapas de la emergencia. En ningún caso se utiliza como resultado de una investigación.
Madrid, 16 de abril de 2010.-El Secretario de Estado de Asuntos Constitucionales y Parlamentarios.

## Tripulación
En el accidente fallecieron tres de los tripulantes: el piloto, José Luis López Alcalá; el copiloto, Kevin Holmes; y el rescatador, Íñigo Vallejo García, sobreviviendo el operador de grúa, Alberto Elvira Vallejo.
| Nacionalidad  | Fallecidos | Heridos | Ilesos | Total |
| ------------- | ---------- | ------- | ------ | ----- |
| España        | 2          | 1       | -      | 3     |
| Nueva Zelanda | 1          | -       | -      | 1     |
| Total         | 3          | 1       | -      | 4     |

Piloto
José Luis López Alcalá, de 40 años de edad, era el piloto al mando del helicóptero de Salvamento Marítimo. Tenía acumulada una experiencia de más de 4000 horas de vuelo. Procedía del Ejército del Aire, en el que había obtenido la graduación de comandante. Durante su etapa en las Fuerzas Armadas, ejerció labores como instructor de vuelo en la Base Aérea de Armilla (Granada). Llevaba casi dos años como piloto en Salvamento Marítimo, donde pasó por distintas bases hasta su destino definitivo en Almería.
Copiloto
Kevin Holmes, de 43 años de edad y nacido en Nueva Zelanda, era el copiloto del helicóptero de rescate Helimer 207. Tenía acumulada una experiencia de más de 1000 horas de vuelo.
Rescatador
Íñigo Vallejo García, de 33 años de edad, era el rescatador del Helimer 207. Provenía del Grupo de Emergencias de la Junta de Andalucía, donde estuvo tres años prestando servicios en la unidad de rescate en helicópteros. Se incorporó a Salvamento Marítimo en abril del 2007, primero en la base de Canarias y posteriormente en la de Almería.

## Reacciones posteriores al accidente

### Homenajes a la tripulación del Helimer 207
El 10 de febrero de 2010, en un homenaje celebrado en Almería, se condecoró a los cuatro tripulantes con la Medalla de Oro al Mérito de la Protección Civil, con distintivo rojo. Estas distinciones fueron entregadas por el ministro de Fomento, José Blanco López, al tripulante superviviente Alberto Elvira Vallejo y a los familiares de los otros tres tripulantes que fallecieron en el accidente: José Luis López Alcalá, Kevin Bainbridge Holmes e Iñigo Vallejo García.
Meses más tarde, en noviembre de 2010, durante la celebración del Salón Náutico de Barcelona, se entregó el premio «Anclas de Plata» en reconocimiento a los cuatro tripulantes del Helimer 207, siendo recogidos los galardones por el único superviviente y las viudas de los tres tripulantes fallecidos.

### Problemas en otros AW139
A raíz del accidente, diversos colectivos profesionales sacaron a la luz que el AgustaWestland AW139 tenía fallos en su diseño. Antes de que el accidente del Helimer 207 tuviese lugar, la Agencia Europea de Seguridad Aérea (EASA) emitió en el año 2008 un informe para que todos los usuarios revisasen sus helicópteros AgustaWestland AW139. Este informe indicaba que se detectaron problemas en el rotor de cola de algunos modelos, que en el caso de que no se detectase y se solucionase el incidente, podría llevar al colapso estructural de la instalación del rotor de cola, lo que implica la pérdida de control del helicóptero.
El 25 de agosto de 2009, ocurrió el incidente de mayor gravedad, en un helicóptero AW139 perteneciente a la compañía Gulf Helicopters, con matrícula A7-GHC, al que se le desprendió el rotor de cola cuando se disponía a despegar del Aeropuerto Internacional de Doha (Catar). Diversos medios especializados se hicieron eco de este incidente, al suceder el problema que la EASA había vaticinado.
Tras el incidente, el 4 de septiembre de 2009 la Agencia Europea de Seguridad Aérea emitió un nuevo informe en el que obligaba a realizar una inspección minuciosa del rotor de cola de todos los AW139 en las siguientes 25 horas de vuelo o 30 días, y posteriormente repetir dicha inspección cada 50 horas de vuelo. En siete aparatos, que la EASA identificó mediante su número de fabricante (31006, 31020, 31022, 31042, 31136, 31157 y 31248), que anteriormente tuvieron incidentes con el rotor de cola, la inspección inicial tuvo que realizarse en las siguientes cinco horas de vuelo.
El 3 de julio de 2010, casi seis meses después del accidente del Helimer 207, ocurrió otro accidente de aviación en el que un AW139 se vio involucrado. En este caso era un aparato perteneciente a Sky Shuttle Helicopters, que realizaba un vuelo comercial entre Hong Kong y Macao, en el que todos los ocupantes lograron sobrevivir. En este accidente, el piloto reportó que el rotor de cola se había quedado inoperativo, por lo que hizo entrar el helicóptero en autorrotación, para posteriormente realizar un impacto controlado contra el agua, nivelando el helicóptero.
El 25 de agosto de 2011, toda la flota mundial de AW139 se vio afectada nuevamente, por dos accidentes consecutivos que tuvieron lugar los días 17 y 19 de ese mes en China y Brasil. La EASA emitió un nuevo informe con el fin de realizar una inspección minuciosa de las palas del rotor de cola que hubiesen superado las 600 horas de vuelo o 1500 ciclos desde su primera puesta en funcionamiento. También obligaba a la sustitución de las mismas por unas con menor uso en menos de cinco horas de vuelo o 30 días. Esto provocó la  parada forzosa de todas las aeronaves para realizar dicha inspección y sustitución de las palas.

### Denuncias y críticas
Denuncias
El 24 de marzo de 2010, la Confederación General del Trabajo (CGT) interpuso una denuncia ante Inspección de Trabajo, contra INAER, por presuntas irregularidades en las condiciones de trabajo de los empleados de la empresa y la falta de formación, así como que se investigasen los motivos de la alta siniestralidad en esta empresa. En octubre de 2010, Inspección de Trabajo, actuando de oficio, procedió a incoar un expediente sancionador a INAER. Los inspectores detectaron la «falta de formación HEED para pilotos y para todos los tripulantes en simulador Dunker», así como el incumplimiento por parte de la empresa en materia de seguridad y salud.
En noviembre de 2010, el Colegio Oficial de Pilotos de Aviación Comercial (COPAC) denunció a INAER, operadora del Helimer 207, ante la Agencia Estatal de Seguridad Aérea (AESA), argumentando un presunto incumplimiento de sus obligaciones de entrenamiento a las tripulaciones en materia de prevención de riesgos laborales. Ante esta denuncia, el subsecretario del Ministerio de Fomento, Jesús Miranda Hita, comentó que AESA actuaría «de forma que las consecuencias que tengan que producirse conforme a la Ley se producirán».
Críticas
Tras el accidente, diversos medios de comunicación también dieron voz a las críticas contra el grupo INAER, argumentando que no era el único helicóptero de esta empresa en accidentarse en los últimos años. Asimismo, el Sindicato Español de Pilotos de Líneas Aéreas (SEPLA) indicó tras el accidente de dos Bell 212 de INAER en septiembre de 2011 que en el periodo de cinco años, entre 2006 y 2011, se contabilizaron un total de 20 tripulantes muertos en accidentes de helicópteros de esta empresa. Además, el SEPLA también criticó la existencia de un vacío legal en la actividad de salvamento marítimo con helicópteros, ya que la misma no está recogida en la normativa europea JAR-OPS 3, así como tampoco existe una normativa de ámbito español que la regule. También criticó la pasividad de la Agencia Estatal de Seguridad Aérea (AESA) en su labor de inspección en materia de seguridad aérea.
El Grupo de Expertos No Gubernamentales del Sistema Mundial de Socorro (GENGSMS) criticó que el control de tráfico aéreo del aeropuerto de Almería se pusiese en contacto en primer lugar con el teléfono de emergencias 112, en vez de comunicarse directamente con el Centro de Coordinación de Salvamento de Almería. El GENGSMS señaló que para estos casos existía un protocolo de actuación que no se llegó a cumplir, reprochando también los tiempos de respuesta en el momento posterior al accidente. Esta asociación también criticó que el Helimer 207 no aparecía inscrito en el registro del Servicio Móvil Marítimo como una unidad de búsqueda y rescate perteneciente al Servicio Mundial de Socorro de la Organización Marítima Internacional, procedimiento que es de obligado cumplimiento por la Unión Internacional de Telecomunicaciones.